# アメリカに負けなかった男〜バカヤロー総理 吉田茂〜
『アメリカに負けなかった男〜バカヤロー総理 吉田茂〜』（アメリカにまけなかったおとこ バカヤローそうり よしだしげる）は、テレビ東京開局55周年特別企画スペシャルドラマとして、2020年2月24日の月曜 21時 - 23時24分に放送されたテレビドラマ。主演は笑福亭鶴瓶。原案は吉田の娘である麻生和子が著した『父 吉田茂』。

## 概説
吉田茂が日本の復興や独立に向けて尽力していくさまを娘である和子の視線で描いていく物語。
写真を見せられた笑福亭鶴瓶は吉田茂の写真であると思ったそうだが、カメラマンからこの写真に映っているのが鶴瓶自身だと言われて驚いたといい、身内の方からも「吉田茂が舞い降りてきたんじゃないか」と驚かれたという。さらに吉田の右腕として活躍した白洲を演じる生田は「白洲が吉田に平和条約の受諾演説を渡して、吉田がそれを読み上げる場面を撮った時の鶴瓶さんの演技が凄いと思った。これまで俳優の仕事をしてきた中で第三者の演技を見て、ここまで心が震えたことなんてないと思えるくらいに感動した」といい、「これはきっと生涯忘れることはありません」と語った。

## キャスト
- 吉田茂 - 笑福亭鶴瓶
- 白洲次郎 - 生田斗真[2]
- 麻生和子 - 新木優子[1]
- 麻生太賀吉 - 矢本悠馬[4]
- 田中角栄 - 前野朋哉[4]
- 佐藤栄作 - 安田顕（特別出演）[4]
- 山崎猛 - 田中健
- 西村栄一 - 藤田宗久
- 松本蒸治 - 国枝量平
- 鳥尾鶴代 - 橋本マナミ
- 土井登 - 小倉久寛
- 麻生太郎（幼少期） - 亮汰
- 宮澤喜一 - 勝地涼[4]
- 芦田均 - 久松信美
- マッカーサー - チャールズ・グラバー
- ホイットニー - ロバート・アンダーソン
- ケーディス - ジェフリー・ロウ
- ウィロビー - マーク・チネリー
- バターワース - ドン・ジョンソン
- ドッジ - アナトリ・クラスノフ
- ダレス - ブレイク・クロフォード
- 大塚 - 渋谷謙人
- 池田勇人 - 佐々木蔵之介[4]
- 坂本喜代（こりん） - 松嶋菜々子[5]
- 工藤俊作、宇賀神亮介、金児憲史、池田努、嶋尾康史、伊﨑右典　ほか

## スタッフ
- 原案 - 麻生和子 『父 吉田茂』（新潮文庫刊）
- 監督 - 若松節朗
- 脚本 - 竹内健造、森下直、守口悠介
- 音楽 - 住友紀人
- 時代考証協力 - 柴田紳一(國學院大學)
- 助監督 - 村谷嘉則
- ロケ協力 - 足利市映像のまち推進課、栃木県フィルムコミッション、真岡市、もおかフィルムコミッション、蓮岱館、小笠原伯爵邸、築地本願寺　ほか
- 技術協力 - アップサイド
- VFX - マリンポスト
- 美術協力 - リマーテクリエイティブ(新都総合芸術）、高津装飾美術
- チーフプロデューサー - 中川順平（テレビ東京）
- プロデューサー - 倉地雄大（テレビ東京）、椋樹弘尚（角川大映スタジオ）、佐藤雅彦（角川大映スタジオ）
- 制作協力 - 角川大映スタジオ
- 製作著作 - テレビ東京

## 書誌情報
- 麻生和子（著）『父 吉田茂』、新潮文庫、ISBN 978-4-10-134061-6

## 再放送
2020年5月31日には、同局の『日曜ビッグバラエティ』枠（ただし19:54 - 22:18に枠拡大）で再放送された。

## その他
- 鶴瓶は前日の2月23日に放送された、池上彰司会の昭和ドキュメンタリー『池上彰のオモシロ昭和史』にも、本作の宣伝を兼ねて出演した。